# مو لايتون
مو لايتون (بالإنجليزية: Mo Layton)‏ مواليد 24 ديسمبر 1948 في نيوآرك، هو لاعب كرة سلة أمريكي سابق. بدأ مسيرته الاحترافية في سنة 1971. تم اختياره من قبل فريق فينيكس صنز خلال الدرافت. يبلغ طوله 6 قدم 1 بوصة (1.9 م). اعتزل اللعب في 1978.

## المسيرة الاحترافية
لعب مع فينيكس صنز من سنة 1971 إلى 1973، ثم لعب مع بورتلاند ترايل بلايزرز في موسم 1973–74 ، ثم لعب مع نيويورك نيكس في موسم 1976–1977، ثم لعب مع سان أنطونيو سبرز في موسم 1977–1978.

## روابط خارجية
- مو لايتون على موقع إن بي أي (الإنجليزية)
- مو لايتون على موقع سبورتس رفرنس (الإنجليزية)
- مو لايتون على موقع كلية كرة السلة في سبورتس رفرنس.كوم (الإنجليزية)
- مو لايتون على موقع ريلجم (الإنجليزية)
- مو لايتون على موقع بروبوليرز (الإنجليزية)